# Балкантау
Балкантау, Балка́н-Тау, Балка́н (баш. Балҡан-Тау, Балҡан) — вершина в Давлекановском районе Башкортостана, в пределах Бугульмино-Белебеевской возвышенности. Располагается у озера Аслыкуль.
Здесь произрастает большое количество редких видов растений: эфедра двуколосковая, ковыль Коржинского, ковыль перистый, копеечник крупноцветковый, астрагал Гельма, полынь солянковидная и др. 
Упоминается в башкирском эпосе «Заятүләк менән Һыуһылыу» («Заятуляк и Хыухылу»). По легенде, на самой вершине горы захоронены влюблённые Заятуляк и русалка Хыухылу, отсюда другое название горы — Зайтуляктау.
Балкантау относится к типам гор-останцов и является результатом действия выветривания и реки Тюлянь. С горы открывается живописная панорама, что привлекает множество туристов.